# Бусовача (громада)
Бусовача (хорв. і босн. Opština Busovača, серб. Општина Бусовача) — боснійська громада, розташована в Середньобоснійському кантоні Федерації Боснії і Герцеговини. Адміністративним центром є місто Бусовача.
| Боснія і Герцеговина | Це незавершена стаття з географії Боснії і Герцеговини. Ви можете допомогти проєкту, виправивши або дописавши її. |